# Госамър
Госамър (на английски: Gossamer) е анимационен герой от филмчетата на „Шантави рисунки“ и „Весели мелодии“. Той е космато, оранжево на цвят чудовище. Неговото правоъгълно тяло се крепи на две маратонки, а лицето му с форма на сърце има само две очи с овална форма и широка уста, с две тромави ръце с мръсни нокти.